# Eros Volúsia
Eros Volúsia, nome artístico de Heros Machado (Rio de Janeiro, 1 de junho de 1914 — 1 de janeiro de 2004), foi uma dançarina brasileira que se projetou nacional e internacionalmente através de coreografias próprias inspiradas na cultura brasileira. Era filha da poeta brasileira Gilka Machado.
Alcançou sucesso com sua participação no filme Rio Rita (1942), mas preferiu voltar ao Brasil a seguir carreira em Hollywood. Dona de um estilo mais sensual e espontâneo que o de sua rival Madeleine Rosay, seus movimentos influenciaram Carmem Miranda que, ao contrário dela, insistiu na carreira internacional.
A Volúsia se atribui a invenção de um "bailado nacional" no Brasil, num movimento que seguia as proposições modernistas da Semana de Arte Moderna de 1922 através da incorporação de elementos culturais negros e indígenas na dança clássica.
"Foi a primeira bailarina a dançar samba de sapatilhas e a primeira a dançar descalça no Theatro Municipal", como registrou um estudo acadêmico. Foi ainda a primeira a realizar o papel que seria mais tarde classificado como "dançarino-pesquisador", transcendendo o trabalho de estudo técnico para também realizar a união da sensibilidade artística ao que registrava.

## Biografia
Filha do poeta Rodolfo de Melo Machado e da poetisa Gilka da Costa Melo, seus avós também possuíam habilidades artísticas: o avô, Hortênsio da Gama Sousa Melo, era poeta. Sua avó Teresa Cristina Muniz era atriz de rádio e teatro.
A mãe e a avó tinham uma pensão no centro do Rio de Janeiro e, sendo Gilka Machado já uma influente poetisa no estilo simbolista, o local era frequentado por expoentes da intelectualidade da época tais como Artur Azevedo, Coelho Neto, Bilac, Carlos Gomes, Chiquinha Gonzaga, Darcy Vargas (primeira-dama do país), entre outros.

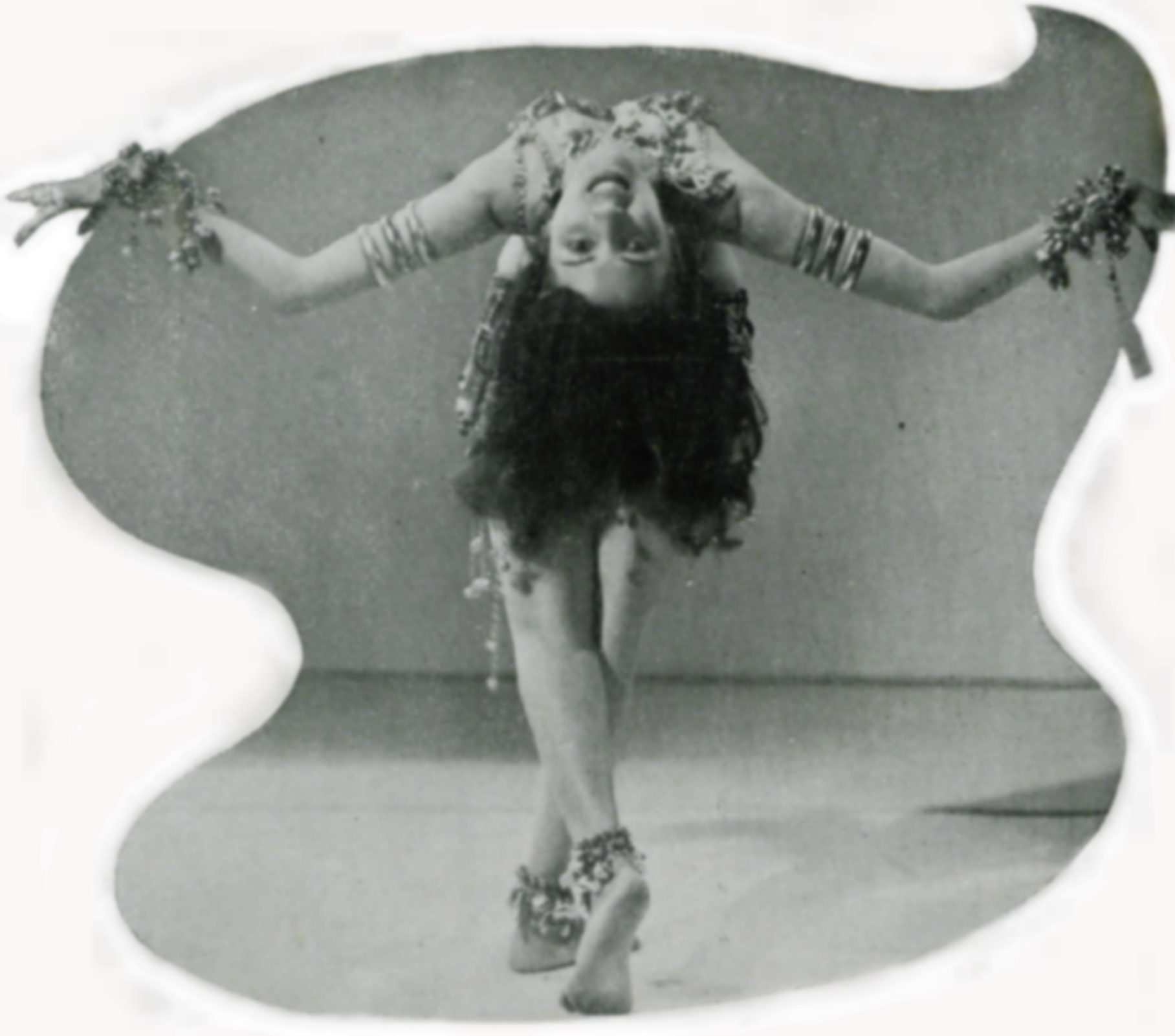
Numa propaganda, em 1945.

A influência cultural africana começou-lhe desde cedo, como declarou em 1934:  “Eu nasci defronte a uma macumba célebre, a macumba do João da Luz. Com quatro anos de idade fugia de casa para ir dançar no terreiro. As primeiras impressões nunca mais se apagaram da minha memória...”
Eros foi aluna de Maria Olenewa (bailarina russa que integrou a companhia de dança de Anna Pavlova e naturalizou-se brasileira, tendo sido a responsável pela organização da escola de dança e do corpo de baile do Theatro Municipal do Rio de Janeiro) e iniciou, com apenas quatro anos de idade, a sua formação clássica em balé; em 1928 Eros ingressara, com catorze anos, no curso de bailado do Theatro Municipal, e neste ano ocorreu a última passagem de Pavlova pelo país, ocasião em que a bailarina russa elogiou o talento de Volúsia. Sua estreia como bailarina se daria quatro anos mais tarde quando, numa atitude inusitada, dançou descalça no palco do Teatro Municipal, numa apresentação memorável em que era homenageado o então presidente da República, Washington Luis, em 1929.
Influenciada pela renovação do balé trazido por artistas como Isadora Duncan, Volúsia buscou elementos das danças típicas brasileiras (como o lundu, o maxixe, o maracatu e danças indígenas) sem contudo romper com as manifestações do academicismo; esta miscigenação atendia ao que pregava o Manifesto Antropofágico, e foi comentada pelo escritor Mário de Andrade que sobre sua dança disse que rompia com o “velho classicismo com suas poses acadêmicas ou os pinotes vulgares da coreografia lírica”.
Eros Volúsia não era uma artista comum; seu talento para a dança ia muito além da técnica clássica e ela fez de seu corpo um instrumento catalisador das inovações tão necessárias ao bailado brasileiro. Buscou na raiz do intenso processo de miscigenação, fruto de fatores sócio-histórico-culturais, os elementos essenciais para a construção de uma dança cuja singularidade de movimentos refletia não somente a diversidade de culturas mas, sobretudo, a busca de uma identidade própria para a dança brasileira, influência do nacionalismo brasileiro então em voga.
Sua carreira ascendeu rapidamente em consequência de suas virtudes artísticas. Seu espírito criativo e as influências intelectuais que assimilou desde a infância fizeram-na ser considerada uma mulher além de seu tempo.
Já em 1934 era saudada pelo jornalista e poeta Carlos Maul como "A Bailarina do Brasil", que segundo a percepção racial então vigente declarou: "Eros Volusia é pouco mais do que uma criança. Fala com
naturalidade e desembaraço do sonho de arte. É brasileira até a medula... Tem nas veias o sangue das três raças formadoras da nacionalidade. Da linha materna vêm-lhe as virtudes do índio, a ingenuidade, a intrepidez, o instinto bom do habitante primitivo da floresta. O coração que é a riqueza do preto e a inteligência que a civilização desenvolveu no branco trouxe-os do ascendente paterno".

### Revista Life

Capa da Life de 1941: Eros é a "Brazil's Top Dancer".

Em sua edição de 22 de setembro de 1941 a revista Life publicou sua foto na capa, o que lhe deu projeção internacional. 
Na matéria que se segue à capa, com fartas ilustrações, a revista apresenta a bailarina exótica: "o sangue das três cepas raciais dominantes no `Brasil - portuguesa, índia e negra - ferve nas veias da flexível jovem Eros Volusia. Mas a dança que fez a bailarina do Rio de Janeiro veio diretamente das selvas africanas.
O sucesso da brasileira após ilustrar a capa da Life levou-a a ser contratada pelo estúdio Metro-Goldwyn-Mayer; a MGM lhe pagava, em valores da época, um salário semanal de mil dólares (o que equivalia a cinquenta contos de réis); além disto o estúdio pagara as passagens de ida e volta aos Estados Unidos dela e da mãe, a poetisa Gilka Machado, e ainda permitira que realizasse apresentações em "night-clubs" enquanto ficasse no país.
Eros seguiu para os EUA a fim de gravar o filme estrelado pela dupla Abbott & Costello, a comédia intitulada Rio Rita; a revista sobre cinema A Scena Muda resumiu o orgulho que sua participação dava ao público brasileiro: "para nós, brasileiros, entretanto, há um outro ponto de especial agrado em Rio Rita. Referimo-nos à presença de Eros Volúsia no cast, fazendo um ligeiro número de três minutos no máximo, mas assim mesmo cativando o público. Bonita, dançarina emérita, ela tem todas as qualidades para vencer no cinema."
Entretanto, apesar dos sucesso que foi essa aparição cinematográfica, ela decidiu retornar ao Rio de Janeiro e continuar sua carreira como professora de balé.
Em fases posteriores de sua vida, Eros permaneceu contribuindo com a dança. Foi professora do Serviço Nacional de Teatro onde criou o curso de coreografia. Sua contribuição a nacionalidade brasileira veio, nesta oportunidade, reafirmar-se: este foi o primeiro, dentre os cursos de dança nacionais, a aceitar bailarinos negros. Muito embora Eros Volúsia tenha contribuído enormemente para a cultura nacional, seu nome ainda reclama maiores atenções.
Dentre suas alunas destacam-se Mercedes Baptista, que foi a primeira negra a integrar o corpo de baile do Theatro Municipal, e a polêmica Luz Del Fuego.

## Filmografia

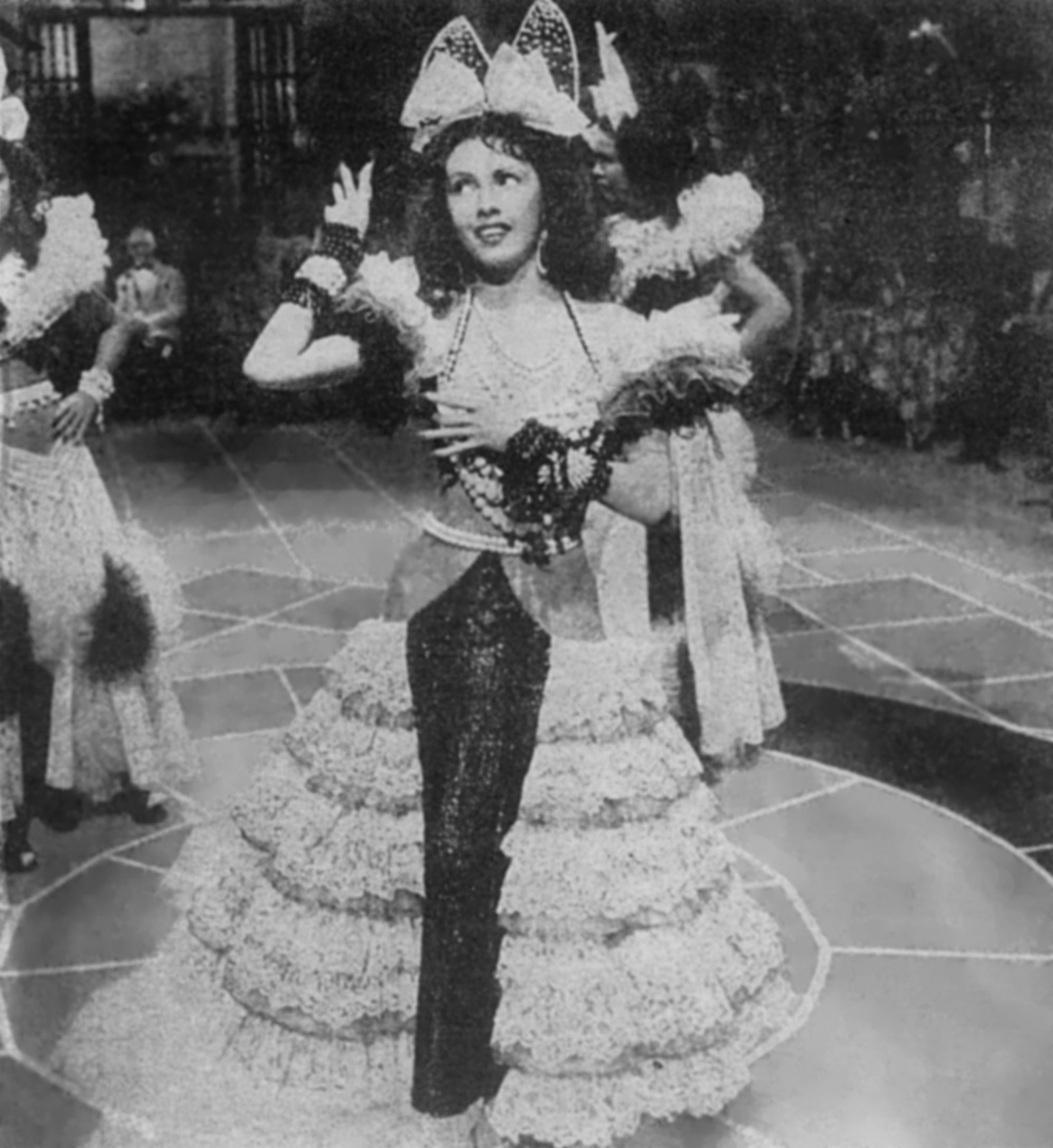
Volúsia no set de Rio Rita.

Sua fama internacional veio através de sua participação no filme Rio Rita (1942) com a dupla Abbott & Costello, uma comédia da Metro-Goldwyn-Mayer, dirigida por S. Sylvan Simon. Nesta película, apresenta-se numa cena que se tornou célebre, na qual utiliza temas afro-brasileiros em um número musical.
Além do filme hollywoodiano, atuou em vários filmes nacionais:
- Favela dos Meus Amores (1935),
- O Samba da Vida (1937),
- Caminho do Céu (1943),
- Romance Proibido (1944)
- Pra Lá de Boa (1949).

## Homenagens
Em 2002, a Universidade de Brasília (UNB) criou o Centro de Documentação e Pesquisa Eros Volúsia, vinculado ao seu Departamento de Artes Cênicas. Em 2005, Roberto Pereira, professor de História da Dança e crítico de dança do Jornal do Brasil, publicou a biografia intitulada "Eros Volúsia".